# Ryosuke Tone
Ryosuke Tone (刀根 亮輔 Tone Ryousuke?), född 29 oktober 1991 i Fukuoka prefektur, är en japansk fotbollsspelare.
Tone började sin karriär 2010 i Oita Trinita. Efter Oita Trinita spelade han för Tokyo Verdy, Nagoya Grampus, V-Varen Nagasaki och Giravanz Kitakyushu. Han gick tillbaka till Oita Trinita 2018.